# Pleurias
Pleurias (en griego antiguo: Πλευρίας) fue un rey ilirio que reinó c. 337-335 a. C., solo mencionado por Diodoro Sículo, y que, por el contrario, es un nombre muy común entre los ilirios.
Según el relato histórico de Diodoro, en el año 337 a. C., Pleurias casi consigue matar a Filipo II de Macedonia cuando se encontraba en sus campañas de los Balcanes.

## Actividades militares
En 337 a. C., el objetivo de Filipo era someter al Estado de las autariatas bajo Pleurias, durante sus campañas balcánicas. Mientras Pleurias libraba una batalla con Filipo, casi consigue matar a Filipo de no ser porque su guardaespaldas Pausanias recibió la espada de Pleurias. Tras recibir en su cuerpo todos los golpes dirigidos a Filipo, Pausanias murió.
En 335 a. C., Pleurias se alió con Glaucias, del Estado de los taulantios, y Clito, del Estado de los dardanios, para la gran revuelta ilírica. Clito había convencido a Pleurias para que atacara a Alejandro Magno en su marcha hacia el sur para reunirse con él. Mientras tanto, Glaucias y Clito unirían sus fuerzas y se encontrarían con Alejandro en la ciudad de Pelión, en el sur. Lángaro, aliado de Alejandro, le prometió que se ocuparía de los autariatas mientras Alejandro avanzaba hacia Clito. Langaro invadió su territorio y derrotó a Pleurias, con lo que la gran revuelta ilirica sufrió un revés desde el principio.